# Robert Carter
Robert Lawrence Carter jr. (Thomasville, 4 aprile 1994) è un cestista statunitense.